# Mauri Kunnas
Mauri Kunnas teljes neve Mauri Tapio Kunnas (Wammala, 1950. február 11. –) finn grafikus, képregényíró és gyerekkönyvíró.

## Pályakép
1969-ben iratkozott be a Finn Művészeti Akadémiára, ahol 1975-ben végzett, mint grafikus. Jelenleg kizárólag íróként és illusztrátorként dolgozik. Espooban él feleségével Tarjával, két lányával: Jenna (1983), Noora (1987), és macskájával Killével, aki gyakran az író múzsájaként is tevékenykedik. Érdeklődési körébe tartozik a The Beatles, a gitározás, a mozi és a történelem.
1974-ben Iltaset folyóiratban napi két képregénysávja jelent meg Kotlant Jaarti (Scotland Yard) címen. 1974–1975 szerkesztői képregényíró a Tampereben honos Aamulehti nevű lapnál. 1975 és 1976 között egy reklámügynökségnél dolgozik Turkuban. 1976–1983 szerkesztői képregényíró a Turun Sanomatnál. 1975 és 1983 között a Nyrok City című képregényén dolgozik, ami először az Intro-ben jelent meg, majd a Help című lapban, végül a népszerű finn Suosikki magazinban. 1979-ben írt és illusztrált először gyerekeknek szóló könyvet, ez a Suomalainen tonttukirja (Finn manókönyv) volt. 1983–1984 szerkesztői képregényíró Finnország vezető napilapjánál, a Helsingin Sanomatnál. 1983-ban Helsinkibe költözik. Ezalatt az idő alatt is rendszeresen készített rajzokat, képregényeket, illusztrációkat több lapnak, többek között a Suomen Kuvalehtinek.

## Gyerekkönyvek
Mauri Kunnast a gyerekkönyvei tették közismertté, valamint az, hogy jellegzetesen állatokat ruház fel emberi tulajdonságokkal. Könyveiben a ragyogóan színezett illusztrációkat megtölti gazdag és humoros részletekkel. Meg van hozzá a tehetsége, hogy megragadja a történelmet, és átfordítsa egy újszerű, vidám irányba, így adva a régi történeteknek, legendáknak egy bájos csavart. A könyvei mindig meleg és boldog légkört teremtenek. 
Mivel felöltöztetett állatok szerepelnek a könyveiben, az 1970-es évektől elkezdték az amerikai Richard Scarryhez hasonlítgatni, aki a Busytown-sorozatáról híres. Ez a könyv nálunk is megjelent Tesz-Vesz város címen. Azonban, ahogyan népszerűvé vált, és egyre több műve jelent meg, a hasonlóságok csökkentek kettejük között. 
Jelentős könyvsorozata a Koiramäki (Kutyadomb vagy Mancsfalva), amelyben a történelmi Finnországba helyezi bele az emberi tulajdonságokkal felruházott kutyákat, mint szereplőket.
Joulupukki (Mikulás) című könyvsorozatával komoly reklámot csinált Korvatunturinak, Télapó finn otthonának. Kétségkívül ez a legismertebb Kunnas-mű. A Joulupukki című könyvét 26 nyelvre fordították le, és több mint 1 millió példányt adtak el belőle. Finnországban 1981-ben jelent meg, míg Magyarországon 2005-ben adták ki a Cartaphilus Kiadónál.
Érdekes ötlet volt még Aleksis Kivi Seitsemän veljestä (A hét testvér) című klasszikus regényének gyerekváltozata, a Seitsemän koiraveljestä (A hét kutyatestvér). Ezen a vonalon maradva megalkotta a klasszikus finn eposz, a Kalevala kutyaverzióját is, mely Koirien Kalevala (A kutyák Kalevalája) címen jelent meg. Ezekkel a művekkel az volt a célja, hogy a gyerekek számára megfoghatóbbak, könnyebben értelmezhetőek legyenek szépirodalmuk klasszikusai.

## Nyrok City
A gyerekkönyvek mellett rajzolt egy rock and roll képregényparódiát, Nyrok City címen. Ez a tinédzser és felnőtt korosztálynak szólt. A képregény kiparodizálja az 1970-es, 80-as évek korszakát, és annak rock and roll kultúráját. Megjelenik benne a The Beatles, The Rolling Stones finn stílusban. Ez egyike azon kevés Kunnas műnek, melyben a szereplők valóban emberek.
Sikerei ellenére nem felejtette el a gyökereit, műveiben sok festői képet szülőföldje, Vammala ihletett, pl.: a templomok vagy a rusztikus paraszti légkör.
Sikerének jelentős részét feleségének, Tarja Kunnasnak tulajdonítja, aki 20 éve dolgozik férje asszisztenseként, ő festi ki férje rajzait.
Művei 29 nyelven, 32 országban jelentek meg.

## Magyarul megjelent kötetei
- Mauri Kunnas–Tarja Kunnasː Télapó tizenkét ajándékot kap (12 lahjaa jolupukille, 1987); ford. Nagy Ágnes; Minerva, Bp., 1991 ISBN 9789637448522 (2006)
- Joulupukki ja noitarumpu (Mikulás és a varázsdob), 1995 ISBN 9789637448706 (2007)
- Tassulan tarinoita – Onnin paras joululahja (A legszebb karácsonyi ajándék), 2003
- Mauri Kunnas–Tarja Kunnasː Mikulás. Hiteles beszámoló a finnországi Korvatunturi-hegy tetején élő Mikulásról meg a manóiról; ford. Csonka Ágnes Kinga; Cartaphilus, Bp., 2005
- Mauri Kunnas–Tarja Kunnasː Mikulás tizenkét ajándékot kap; ford. Nagy Ágnes; Cartaphilus, Bp., 2006
- Joulupukki (Mikulás), 2005 ISBN 9789637448683 (2007)
- Mauri Kunnas–Tarja Kunnasː Mikulás és a varázsdob; ford. Csonka Ágnes Kinga; Cartaphilus, Bp., 2007
- Mauri Kunnas–Tarja Kunnasː A legeslegszebb karácsonyi ajándék; Cartaphilus, Bp., 2008 ISBN 9789632660684
- Mauri Kunnas–Tarja Kunnasː Kutya egy Kalevala (Koirien Kalevala); ford. Jankó Szép Yvette; Cartaphilus, Bp., 2011 ISBN 9789632662114
- Mauri Kunnas–Tarja Kunnas: Mikulás tizenkét ajándéka; ford. Kovács Ottilia; Kolibri, Bp., 2019
  - (Télapó tizenkét ajándékot kap; Mikulás tizenkét ajándékot kap címen is)

## Összes műve
- Jauhot suuhun (Lisztet a szájba), 1978
- Suomalainen tonttukirja (Finn manókönyv), 1979
- Koiramäen talossa (Kutyadomb házában), 1980
- Pelit seis (A játékoknak vége), 1981
- Joulupukki (Mikulás), 1981
- Kotlant Jaarti (Scotlnad Yard), 1982
- Koiramäen lapset kaupungissa (Kutyadomb gyerekei a városban), 1982
- Suuri urheilukirja (A nagy sportkönyv), 1983
- Yökirja (Éjszakai könyv), 1984
- Nyrok City, 1984
- Hui kauhistus! (Juj borzalom!), 1985
- Riku, Roope ja Ringo Kolme kokkia (Riku, Rope és Ringo – A három szakács), 1986
- Riku, Roope ja Ringo Värikäs päivä (Riku, Rope és Ringo – A színpompás nap) , 1986
- Riku, Roope ja Ringo lentävät kuuhun (Riku, Rope és Ringo a Holdra száll), 1987
- Riku, Roope ja Ringo televisiossa (Riku, Rope és Ringo a tévében), 1987
- 12 lahjaa joulupukille (Mikulás 12 ajándékot kap), 1987
- Hullunkurinen lintukirja (Bolondos madárkönyv), 1987
- Koiramäen talvi (Tél kutyadombon), 1988
- Kaikkien aikojen avaruuskirja (Minden idők világűrkönyve), 1989
- Etusivun juttu (Az első oldal története), 1990
- Vampyyrivaarin tarinoita (Vámpírapó történetei), 1991
- Koirien Kalevala (A kutyák Kalevalája), 1992
- Nyrok City Kollektion 2, 1993
- Hurjan hauska autokirja (Az őrült vidám autókönyve), 1993
- Apua, merirosvoja! (Segítség kalózok'), 1994
- Mac Moose ja Jagge Migreenin tapaus (Mac Moose és Jagge Migreenin esete), 1995
- Joulupukki ja noitarumpu (Miulás és a varázsdob), 1995, lastenkirja
- Majatalon väki ja kaappikellon kummitukset (A vendéglő népe és a nagy ingaóra kísértete), 1996
- Mauri Kunnaksen Koiramäki (Mauri Kunnas kutyadombja), 1997
- Kuningas Artturin ritarit (Artúr király lovagjai), 1997
- Koiramäen joulukirkko (Kutyadomb karácsonyi temploma), 1997
- Puhveli-Billin lännensirkus (Puhveli és Billi nyugati cirkusza), 1998
- Mauri Kunnaksen yötarinoita (Mauri Kunnas esti meséi), 1999, yhteisnide
- Hyvää yötä, Herra Hakkarainen (Jó éjszakát Hakkarainen Úr), 1999
- The Best & the Wörst of Nyrok City (Nyrok City legjobbjai és legrosszabbjai), 2000
- Koiramäen Martta ja tiernapojat (Kutyadomb Marttaja és a betlehemesek), 2000
- Herra Hakkaraisen aakkoset (Hakkarainen Úr ábécéje), 2001
- Joulupukki, juhlalaitos (Mikulás, az ünnepi üzem), 2001
- Seitsemän koiraveljestä (A hét kutyatestvér), 2002
- Ujo Elvis – Tassulan tarinoita 1 (Szégyenlős Elvis), 2003
- Onnin paras joululahja – Tassulan tarinoita 2 (A legszebb karácsonyi ajándék), 2003
- Herra Hakkaraisen numerot (Hakkarainen Úr számai), 2004
- Seitsemän tätiä ja aarre – Tassulan tarinoita 3 (A hét nagynéni és a kincs), 2004
- Suomalainen tonttukirja, juhlalaitos (Finn manókönyv, ünnepi üzem), 2004
- Koiramäen Martta ja Ruuneperi (Kutyadomb Marttaja és Runeberg), 2005
- Koirien Kalevala – uudistettu, uudellen kuvattu laitos, 2006
- Viikingit tulevat! (Jönnek a vikingek!), 2006
- Koiramäen joulukirkko – uusittu laitos, 2006
- Mauri Kunnaksen varhaisia töherryksiä (Mauri Kunnas korai ügyetlenkedései), 2007
- Herra Hakkaraisen aakkoset ja numerot (Hakkarainen Úr ábécéje és számai), 2007
- Koiramäen lapset ja näkki (Kutyadomb gyerekei és a vízi szellem), 2007
- Vauvakirja (Csecsemőkönyv), 2008
- Herra Hakkaraisen syntymäpäiväkirja (Hakkarainen Úr szülinapi könyve), 2008
- Eläimet (Állatok), 2008
- Menopelit (Haladó játékok), 2008
- Herra Hakkaraisen 7 ihmettä (Hakkarainen Úr 7 csodája), 2008
- Vastakohdat (Ellentétek), 2009
- Värit (Színek), 2009
- Seikkailijan puuhakirja (A kalandor fáradozásának könyve), 2009
- Robin Hood, 2009
- Joulu (Karácsony), 2009
- Minä, Mauri Kunnas (Én, Mauri Kunnas), 2009
- Hurja-Harri ja pullonhenki – Tassulan tarinoita (Hurja, Harri és az üveglélek), 2010
- Koiramäen laulukirja (Kutyadomb daloskönyve), 2010

## Fordítás
- Ez a szócikk részben vagy egészben  a   Mauri Kunnas című angol Wikipédia-szócikk fordításán alapul.  Az eredeti cikk szerkesztőit annak laptörténete sorolja fel. Ez a jelzés csupán a megfogalmazás eredetét és a szerzői jogokat jelzi, nem szolgál a cikkben szereplő információk forrásmegjelöléseként.